# Bakonycsernye
Bakonycsernye (em eslovaco: Čerňa) é um município da Hungria, situado no condado de Fejér. Tem 38,13 km² de área e sua população em 2015 foi estimada em 2.952 habitantes.